# 百分比

這一個圓餅圖顯示透過網路瀏覽器拜訪Wikimedia所記錄的百分比（2009年4月至2012年的數據）。

- 關於百分比的數學符號，請見「百分號」。
- 關於PCT的其他意義，請見「PCT」。

百分比（英語：percentage），又稱百分數、百分率，依语境亦可译为百分法，是表示为“100的分数”的数（number）或比（ratio）；其意义上，是将数或比改用“整体量”一律定为100，来表示“部分量”的方法，亦即“以百為分母”的分數計算。百分之（percent）则是此百分法的计数单位。
百分比通常使用百分号（%，percent sign）标示，少数也使用缩写 pct.、pct 或 pc。
百分比的启蒙概念为：值（value）是小于1的分数（fraction），但也推广其概念至值可大于1。例如：30% 按定义是100的分数{\displaystyle {\frac {30}{~{}100~{}}}}的意思，即 0.3；而 130% 的意思则是目前量变为原来整体量的 1.3倍，或两同类量相比，大者为小者的 1.3倍。
百分比为無因次量的數字（純數），属于一种分比，所以也是一种以“伪单位”（pseudo-unit）作为“单位”的标记法，用以描述各种无量纲量的小值，实际上就是分数，即按同单位相除来计量的，因此它们是没有相关计量单位的纯数字，并无真正单位，或称其单位为“1”。

## 语源及称呼
英语 percent 一词源自拉丁语 per centum， 是「每」、 則是「百」的意思。根据其英语发音，百分比在东南亚华人中常称「巴仙」。在台灣，百分比常稱「趴」，此因台灣日治歷史，部份詞彙發音可追溯自日語，百分比在台語中根據日語「 pāsento ?」發音，而華語音似趴線豆、趴線、趴，部分報章雜誌網站亦直接俗寫為「趴」。

## 歷史
在古羅馬，早在十進位制的存在之前，計算往往在取得1⁄100倍數的分數，這些分數的計算往往類似計算百分比。隨著中世紀幣值大幅度的增長，從15世紀晚期至16世紀早期以百為分母計算變得更正式，這些計算也變成常見的算術文本。許多文本應用了收益與損失、利息以及樹狀規格的作法。在17世紀也正式引用了百分之利率。

## 計算方法
如果原数值{\displaystyle a}以小数或分数形式表示，则将其乘以100後再加上百分号则成为对应的百分数。例如当原来的数值是{\displaystyle 0.1437}的时候，对应的百分数是：
{\displaystyle 0.1437\times 100\%=14.37\%,}
简单一点就是把0.1437 乘以一百然后加%。
又例如当原来的数值是{\displaystyle {\frac {7}{25}}}的时候，对应的百分数是：
{\displaystyle {\frac {7}{25}}\times 100\%=28\%.}

## 表示方式
有三種符號形式：％（全形百分號）、% （百分號）、﹪（小型百分號）
百分数的表示方式是以阿拉伯数字开头，後接百分号“%”结尾。读法是在“百分之”後接着读出原文中写在百分号前面的数字。比如“42.627%”读作：“百分之四十二点六二七”。有时也会直接以读法的方式记录百分数，如“去年营业额增长百分之五”。
百分比值可能往往被限制只能位於1-100之間，但沒有任何數學限制，換句話說說百分比也可以取其它的數值。

### 百分號
英文的術語「per cent」源自拉丁文的「per centum」，意旨「由百來計算」。百分號是透過義大利語「per cento」的逐漸收縮演變而來，也同樣由百來計算。百分比英文旁邊的「per」經常被簡稱為「p.」，最終還是完全消失；而「cento」也被承包給一條水平線來分隔兩界，進而導出現代所標記「%」的符號。

### 文字與符號
在英式英語中，「percent」經常被拆開為兩個單字「per cent」；在美式英語中，「percent」是最常見的變式。
《芝加哥格式手册》等格式指南與常見的英語習慣一致，通常規定數字與百分號間沒有空格。但在國際標準制及ISO 31-0標準中要求留有空格。。

## 應用
例子：
- 折扣，舉例如「全場貨品減價20%」
- 股市
- 盈利的賺率、賠本的賠率，舉例如「某電視的賺率是25%」
- 衣物、產品成分，舉例如「某飲品含脂肪5%」
- 市場、民意調查，舉例如「支持徵收膠袋稅保護環境的市民佔55%」
- 人口，舉例如「今年某城人口比上年增長10%」
- 理財分析
- 稅率
- 電視收視率，舉例如「某節目收視率達95%」
- 測驗、考試(成功的機率)及格率，舉例如「六甲班數學科期考及格率達90%」

## 其他
百分比以100為分母，分子小於100時，如50%代表原本數字的一半（0.5倍）；但分子大於100時，如200%即代表原本數字的2倍。舉例如一間公司去年純利100萬元，今年的純利為120萬元，则可以表示成「今年的純利比去年增加20%」，亦可寫成「今年的純利是去年的120%」，但這種寫法較少使用。
百分比有時可能造成的誤會，部份人誤認為一個百分比的上升會被相同下降的百分比所取消，卻忽略基數已經改變，例如：
（誤）100上升50%，再下降50%，會回到100。
（正）從100增加50%，等於100 + 50，即150；而從150下降50%則是150 - 75，等於75。最終結果是小於原本的數字100。

### 占、超、為、增
- 占：占計劃的百分之幾，表示完成計劃的多少%。
- 超：超出計劃的百分之幾，就要扣除原來的基數（-100%）。
- 為：為昨天的百分之幾，就是等於或相當於昨天的多少%。
- 增：比昨日增加百分之幾，應扣掉原有的基數（-100%）。

## 參看
- 百分號
- 百分點
- 千分比
- 萬分率
- 點子
- 百萬分率

## 轉換
|          | 百分比 | 千分比 | 萬分比 | 百萬分比 | 十億分比 | 分比 |
| -------- | ------ | ------ | ------ | -------- | -------- | ---- |
| 百分比   | 1      | 10     | 100    | 104      | 107      | 10   |
| 千分比   | 0.1    | 1      | 10     | 103      | 106      | 109  |
| 萬分比   | 0.01   | 0.1    | 1      | 102      | 105      | 108  |
| 百萬分比 | 10-4   | 10-3   | 10-2   | 1        | 103      | 106  |
| 十億分比 | 10-7   | 10-6   | 10-5   | 10-3     | 1        | 103  |
| 分比     | 10-10  | 10-9   | 10-8   | 10-6     | 10-3     | 1    |